# Tomáš Galásek
Tomáš Galásek, född 15 januari 1973 i Frýdek-Místek, är en tjeckisk före detta fotbollsspelare. 
Tidigare har Galásek bland annat spelat för nederländska AFC Ajax, med vilka han vann två nationella mästerskap.
Mellan 1995 och 2008 spelade Galásek i det tjeckiska landslaget och han deltog i EM 2004, VM 2006 och EM 2008.

## Meriter
Ajax
- Eredivisie: 2002, 2004
- KNVB Cup: 2002, 2006
- Holländska Supercupen: 2002, 2005

Nürnberg
- DFB-Pokal: 2007